# レディ・アン
レディ・アン（Lady Une）は、アニメ『新機動戦記ガンダムW』に登場する架空の人物。
担当声優は紗ゆり。紗ゆり没後のゲーム『SDガンダム GGENERATION CROSSRAYS』では緒乃冬華が担当した。

## 人物
- 人種：ゲルマン系
- 年齢：19歳
- 身長：161cm
- 体重：47kg
- 瞳色：ブラウン
- 髪色：ブラウン

OZ総帥トレーズ・クシュリナーダの副官で、OZの実働部隊の指揮を取る。階級は本編開始時点で二級特佐。ゲルマン系女性。
トレーズには深い忠誠と愛情を抱いており、彼の理想のためならばいかなる手段の行使も辞さず、冷徹・無慈悲な面を併せ持つ。またモビルスーツの操縦にも長けており、第8話では張五飛の操縦するシェンロンガンダムにリーオーで挑み、互角の戦いを演じたこともある。
過去の経歴は一切不明。だが、かつて東ヨーロッパの反連合レジスタンスには「炎のアン」と呼ばれる少女が存在しており、OZの一部ではそれが過去の彼女ではないかと噂されている。事実、連合との戦いの最中にトレーズに救われたらしく、その時の恩義こそが現在の彼女の戦う理由となっている。
名前の由来はフランス語の「1（un）」、隅沢克之によれば「『赤毛のアン』をイメージしたが、原型から逸脱した」とのこと。

## 劇中での活躍
新機動戦記ガンダムW
オペレーション・メテオでガンダムたちが地球に降り立ってからすぐにトレーズにとって邪魔な和平論者達の暗殺を目論み、リリーナの養父であるドーリアンを爆殺したりノベンタら閣僚をガンダムに襲撃させるよう仕組んだり、利用価値の無くなったセプテムを暗殺するなど、トレーズの副官として裏方の汚い工作に従事する。オペレーション・メテオ以降の戦闘においては、大規模なガンダム殲滅作戦を展開。ニューエドワーズ基地に配備されていた大型ミサイルを自爆させることで、基地ごとガンダムを殲滅しようとしたり（ヒイロ・ユイに自爆装置を止められ失敗）、コロニーへのミサイル攻撃の準備を整えたうえでガンダムに対し「投降せねばコロニーへのミサイル攻撃を行う」と恫喝するなど一貫してガンダムやコロニーに対する強硬的な態度を取る。一方で、OZがコロニー掌握に乗り出した際には、支配ではなく懐柔が求められたためそれを実行すべく、自ら本能的に二重人格となった（第一の人格は従来のもので眼鏡をかけており、第二の人格は慈愛に満ちた穏やかな平和論者で素顔の状態）。なおトロワ・バートンと会談した時には上級特佐に昇進していた。
その後トレーズがコロニー掌握はおろか、レディが叶えようとしていた地球圏の頂点に立つことさえも望んでいないことを知ると、その人格は極めて不安定となる。更にはレディの二重人格に対して苛立ちを覚えていた当時の彼女の副官・ニコル特尉から一時は見限られ、「閣下の兵士となる道がある」という進言に乗せられて囮にされるが、この出来事により人格は再び統合される。それ以来はようやく理解したトレーズの理想の元に行動し、モビルドールの利用にも反対的な立場をとった。それによってツバロフに撃たれてしまうが、奇跡的に生還。しばらく昏睡状態となるが、トレーズがリーブラの主砲による攻撃を受ける直前に意識を取り戻し、ウイングガンダムを駆ってトレーズを救う。一方、漫画版ではそれより以前に意識を取り戻し、車椅子に座ってトレーズと共にいる姿が見られる。トレーズの死後、すぐにホワイトファングに対し世界国家の敗戦を宣言。また、ウイングガンダムゼロとガンダムエピオンの決闘をノインに依頼し世界に通じて配信させ、彼らが戦う姿こそが戦争の悲痛さであると訴えた。
新機動戦記ガンダムW Endless Waltz
一連の動乱が終了してからは政府直轄下の諜報組織「プリベンター」を発足、プリベンター・ゴールドとして指揮を執った。マリーメイア軍の蜂起の際はゼクス・マーキスにトールギスIIIを託し、ガンダムパイロットやゼクス、ルクレツィア・ノインがブリュッセルで戦っていた時は単身大統領府に潜入、元トレーズ派の人間がデキムに利用されている事に怒りを覚える。また、ヒイロが大統領府を狙撃した際は柱の下敷きになりそうになったマリーメイアを救い出している。性格はほぼ半分ずつに統合されており、凛々しくも優しさを備えた女性となった。
PREVENTER・5（漫画『新機動戦記ガンダムW EPISODE ZERO』収録）
反乱終結後はマリーメイアを引き取っていたが、マリーメイアと共に立てこもり事件に巻き込まれてしまう。

## 主な搭乗機
- OZ-06MS リーオー(高機動オプション)
  - OZ-06SMS リーオー(宇宙用、OZ所属機)
- OZ-12SMS トーラス(OZ所属機）
- XXXG-01W ウイングガンダム
  - XXXG-01W ウイングガンダム(EW版)

## 評価
『愛と戦いのロボット 完全保存版』で発表されたアンケート「みんなで選ぶロボットアニメーションベスト100」では、「一番美しい悪役・敵役は？」で第98位にランクインした。